# Kebous
Kebous est un groupe de chanson et rock français, formé et mené par Laurent Bousquet.

## Biographie
Initialement, Kebous est un projet solo formé par Laurent Bousquet en 2005, Kebous venant de Bousquet en verlan,. Laurent est également membre du groupe Les Hurlements d'Léo. Il sort l'album Lupanar en 2008, et est annoncé à Bordeaux au Saint-Ex le 29 mai de cette même année. Il joue également au Bikini de Toulouse.
Laurent Kebous sort son troisième album solo, Noces blanches, en 2010, et entame une tournée dans toute la France. L'album a été enregistré par Marc Denis au studio de la Vierge à Toulouse. Kebous devient un groupe en 2014, avec la sortie de l'album Puzzle le 28 avril. L'album comprend plusieurs invités comme Fredo des Ogres de Barback et Sylvain de Boulevard des Airs sur des versions de À défaut de martyrs, Xmas et Les Loups, ainsi qu’une reprise de Hôtel particulier de Serge Gainsbourg. « J'ai travaillé avec des musiciens issus de plusieurs scènes, puis on est partis en tournée pour faire le lien. Du coup je me suis rapproché des autres musiciens », explique Laurent.

## Discographie
- 2005 : Kebous (EP)
- 2008 : Lupanar
- 2008 : Concert
- 2010 : Noces blanches
- 2014 : Puzzle